# 6 Minutes of Pleasure
(un verso del ritornello della canzone)
6 Minutes of Pleasure è il quinto singolo del rapper statunitense LL Cool J estratto dall'album "Mama Said Knock You Out". È stato prodotto da Marley Marl.

## Informazioni
LL Cool J è lo stesso autore del testo della canzone.
"6 Minutes of Pleasure" non ha avuto molto successo all'interno della Billboard Hot 100, piazzandosi solo alla 95ª posizione. Nella Hot R&B/Hip-Hop Songs e nella Hot Rap Tracks ha debuttato invece assai meglio, raggiungendo rispettivamente le posizioni n.26 e n.7.

## Tracce
LATO A:
1. 6 Minutes Of Pleasure (Hey Girl Remix) - 4:35
2. 6 Minutes Of Pleasure (LP Version) - 4:30
3. 6 Minutes Of Pleasure (Remix Instrumental) - 4:50

LATO B:
1. Eat 'Em Up L Chill (Chill Remix) - 5:01
2. Eat 'Em Up L Chill (LP Version) - 4:43
3. Eat 'Em Up L Chill (Remix Instrumental) - 5:02

## Posizioni in classifica
| Chart (1991)                          | Posizione massima |
| ------------------------------------- | ----------------- |
| Billboard Hot 100 (USA)               | 95                |
| Billboard Hot R&B/Hip-Hop Songs (USA) | 26                |
| Billboard Hot Rap Tracks (USA)        | 7                 |